# Gestion des droits numériques

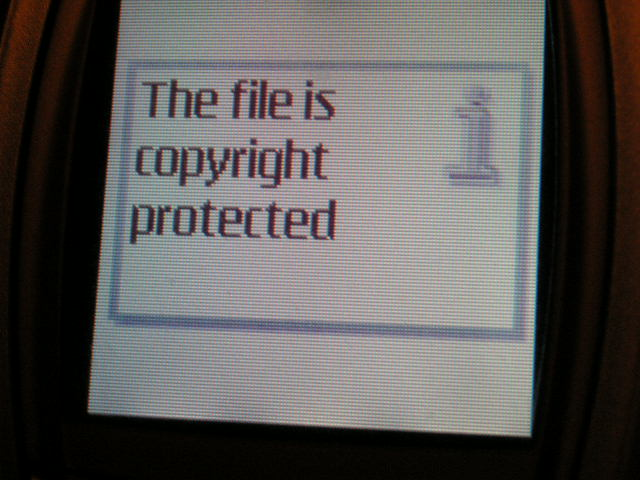
Écran d'un téléphone affichant un fichier protégé contre la copie

La gestion des droits numériques (GDN), ou la gestion numérique des restrictions, en anglais « digital rights management » (DRM), ou encore les mesures techniques de protection (MTP), ont pour objectif de contrôler l'utilisation qui est faite des œuvres numériques par leur chiffrement.
Ces dispositifs peuvent s'appliquer à tous types de supports numériques physiques (disques, DVD, PDF, logiciels…) ou de transmission (télédiffusion, services Internet…) grâce à un système d'accès conditionnel.
Ces dispositifs techniques ou logiciels peuvent viser à :
- restreindre la lecture du support à une zone géographique prévue (par exemple les zones des DVD) ;
- restreindre la lecture du support à du matériel spécifique (par exemple les versions smartphone ou tablette) ;
- restreindre la lecture du support à un constructeur ou vendeur (afin de bloquer la concurrence) ;
- restreindre ou empêcher la copie privée du support (transfert vers un appareil externe) ;
- restreindre ou verrouiller certaines fonctions de lecture du support (désactivation de l'avance rapide sur certains passages d'un DVD). Très utile pour obliger l'exposition aux annonces publicitaires ;
- identifier et tatouer numériquement toute œuvre et tout équipement de lecture ou enregistrement (pour faciliter le pistage des copies non autorisées, mais surtout empêcher la personnalisation et donc le contrôle d'une technologie, par exemple empêcher l'installation d'un autre système d'exploitation sur un ordinateur).

Les mesures techniques exploitent un chiffrement de l'œuvre, combiné à un accès conditionnel. L'éditeur ou le distributeur qui exploite ce contrôle d'accès ne confie la clé de contrôle d'accès du produit, qu'en échange d'une preuve d'achat ou de souscription pour y accéder (abonnement à une chaîne payante, VOD, téléchargement, etc.). L'accès à la lecture (et/ou sa copie) du document ainsi protégé n'est alors autorisée que pour l'équipement ou l'identification logicielle certifiée par le fournisseur.
Les notions concernant les mesures techniques de protection existent dans le droit (DMCA aux États-Unis, EUCD en Europe, le DADVSI en France), faisant l'objet d'un accord international. La loi reconnaît l'accès conditionnel comme une mesure de protection et punit les usagers qui les contournent ou en publient les secrets.
Ces mesures technologiques provoquent cependant le débat car elles peuvent restreindre la lecture des œuvres au seul équipement certifié par le diffuseur (les dispositifs concurrents pouvant être incompatibles entre eux). Devenues des normes (pourtant commerciales et industrielles) adoptées sur le plan international par les diffuseurs, elles se révèlent parfois délicates à adapter aux spécificités du droit local, telles que par exemple la copie privée, le dépôt légal, le droit de courte citation, etc. En associant de façon obligatoire tel éditeur de produit avec tel éditeur de contenus, elles sont aussi accusées d'engendrer des situations de monopoles et de non concurrence. Autrement dit, et malgré ce que leur nom pourrait laisser entendre, les DRM sont une contrainte technique et non légale.

## Droit et législations

### Normes supranationales
Les normes supranationales contraignent les États à protéger juridiquement les mesures techniques.
Les traités OMPI du 20 décembre 1996 créent à la charge des États signataires l’obligation de « prévoir une protection juridique appropriée et des sanctions juridiques efficaces contre la neutralisation des mesures techniques efficaces » (art 11 WCT). L’application du Traité par les pays signataires a posé des difficultés liées aux dispositions peu claires et à l’usage loyal de l’œuvre par les utilisateurs.
La directive 91/250/CEE du 14 mai 1991 dite « Directive logiciel » et la directive 2001/29/CE du 22 mai 2001 dite « directive société de l’information » forment le régime juridique des mesures techniques. La directive 2001 fixe le régime général pour toute la propriété littéraire et artistique sauf les logiciels et la directive de 1991 est maintenue en tant que régime spécial des logiciels. Cette transposition des traités en droit européen aurait pu être l’occasion d’unifier l’acquis communautaire en créant un régime unique de protection. La distinction subsiste entre le régime juridique des mesures techniques protégeant les œuvres logicielles de celui protégeant les œuvres non logicielles.
La « directive société de l’information » laisse peu d’espace aux libertés personnelles des utilisateurs. En effet il appartient aux États membres de mettre en place (ou pas) des exceptions aux mesures techniques pour rétablir un certain équilibre.
Le Digital Millennium Copyright Act du 28 octobre 1998 dont la directive 2001/29/CE s’est largement inspirée est aussi très restrictif envers les utilisateurs et ne distingue pas d’usage loyal à son égard l’autorisant à titre exceptionnel à contourner les mesures techniques. De plus l’utilisateur ne se voit pas reconnaître de moyen de défense.
Ces dispositions consacrent le droit pour les titulaires de droits d’auteur de limiter la copie privée.

### Recherche d'un équilibre
La recherche d’un équilibre entre les titulaires des droits exclusifs et les utilisateurs légitimes est fortement remis en cause par le test des trois étapes.
La loi de transposition DADVSI du 1er août 2006 consacre la légitimité des mesures techniques aux titulaires de droits sur une œuvre (autre qu’un logiciel) et instaure une Autorité de régulation des mesures techniques (ARMT). À cette occasion le Conseil constitutionnel a sanctionné le législateur pour méconnaissance du principe de l’égalité devant la loi pénale.
Désormais, les juridictions nationales subordonnent le bénéfice effectif des exceptions au test des trois étapes (devenu depuis deux étapes) :
1. L’absence d’atteinte à l’exploitation normale de l’œuvre et
2. L’absence de préjudice injustifié aux intérêts légitimes de l’auteur.

L’arrêt « Mulholland Drive », rendu par la Cour de cassation en février 2006, rappelle que la copie privée est une exception devant céder en cas d’atteinte portée à l’exploitation normale de l’œuvre. La cour ne reconnaît pas la possibilité de contourner une mesure technique pour reproduire une œuvre protégée à titre de copie privée. Selon la haute Cour « l’atteinte à l’exploitation normale de l’œuvre, propre à faire écarter l’exception de copie privée s’apprécie au regard des risques inhérents au nouvel environnement numérique quant à la sauvegarde des droits d’auteur et de l’importance économique que l’exploitation de l’œuvre, sous forme de DVD, représente pour l’amortissement des coûts de production cinématographique ». Ainsi, le déverrouillage des DRM accroîtrait fortement le risque de piratage, ce qui portrait préjudice à l'éditeur. Le coup de grâce est donné avec l’arrêt « Phil Collins » où il est précisé que « la copie privée ne constitue pas un droit mais une exception légale au principe prohibant toute reproduction intégrale » et qu’en conséquence l’exception « pouvait être opposée pour défendre à une poursuite, notamment en contrefaçon, (mais) ne pouvait (pas) être invoquée au soutien d'une action formée à titre principal ». Ces arrêts marquent la consécration par les juges des mesures techniques et la remise en cause du principe même d’une exception pour copie privée lorsque le titulaire des droits ne la prévoit pas. Dès lors que la restriction de la copie privée est prévue contractuellement lors de la vente en ligne – mais est-il possible d’y déroger ? –, les titulaires semblent donc pouvoir interdire toute reproduction (ex. : Pay-per-view).

### Tentatives de régulation
Les tentatives de régulation de l’outil internet et les atteintes aux libertés fondamentales :
La loi DADVSI de 2006 sur les mesures techniques est abrogée en quasi-totalité au profit des lois Hadopi de 2009. Les atteintes et contournements aux mesures techniques restent sanctionnés au même titre que les contrefaçons. L335-3-2 CPI indique que les peines varient de 3 750 euros d’amende à six mois d’emprisonnement et 30 000 € d’amende. Les nouveautés ajoutent à l’arsenal répressif des mesures fortement limitatives des libertés fondamentales : les peines graduées (L335-7 et s.). Ces peines seront aménagées par un juge unique lors d’une procédure simplifiée. ce qui laisse subsister des doutes quant aux garanties d’un procès équitable.
Pour prévenir le téléchargement illicite le législateur met à la charge du titulaire de l’accès l’obligation de veiller à ce que cette connexion respecte les droits d’auteurs (censuré par le Conseil constitutionnel) et l’obligation des distributeurs d’informer l’utilisateur sur les conditions d’utilisation de l’œuvre.
Ces sanctions nécessitant la collecte de données à caractère personnel provenant du fournisseur d’accès, il revient à la CNIL de vérifier que les agents mandatés ont été autorisés préalablement à procéder au traitement.

## Architecture
Une architecture de gestion des droits numériques est basée sur le chiffrement des œuvres. Seul un matériel ayant la clé de déchiffrement est capable de consulter l'œuvre. Ce principe pose le problème de l'inviolabilité du matériel utilisé par le public pour consulter les œuvres, afin que les clés de déchiffrement restent secrètes. Ainsi les secrets des lecteurs de DVD ont été percés et les DVD sont désormais déchiffrables par des logiciels qui ne disposent pas des clés. Pour conserver dans l'ordinateur de chaque personne des secrets inviolables, les fabricants développent des systèmes de DRM profondément intégrés au matériel à chaque ordinateur. Le but est que chaque ordinateur puisse être identifié à distance (par connexion Internet) et de manière fiable. Ainsi, une architecture client-serveur permet de vérifier au jour le jour l'utilisation et la dissémination de chaque exemplaire d'une œuvre.
En attendant, plusieurs fabricants mettent déjà en œuvre des systèmes de DRM purement logiciels, qui sont toutefois sujets au contournement. Voici le fonctionnement général :
- Le serveur de contenus dispose du contenu protégé par droits d'auteur (par exemple de la musique) ;
- Le client est le logiciel ou le périphérique qui permet de consulter ce contenu (par exemple un lecteur multimédia ou un baladeur numérique) ;
- Lorsqu'une personne souhaite télécharger un fichier, le client fournit un identifiant unique au serveur. Le serveur de contenus chiffre le fichier demandé spécifiquement pour ce client ;
- Ce fichier chiffré est ensuite transféré du serveur vers le client, probablement via l'Internet ;
- Lorsque la personne souhaite consulter le contenu qu'elle a ainsi téléchargé, le lecteur vérifie s'il a déjà une licence pour ce contenu. Si le lecteur ne dispose pas d'une licence, il se connecte au serveur de licence. Si l'utilisateur est autorisé (par exemple en ayant acquitté le paiement), le lecteur télécharge une licence. La licence est une structure de données qui contient la clé de déchiffrement ainsi que les conditions d'utilisation du contenu. Cette licence est protégée en confidentialité et en intégrité ;
- Le lecteur vérifie que les conditions d'utilisation définies par la licence sont respectées. Dans ce cas, le lecteur peut déchiffrer le contenu avec la clé de déchiffrement stockée dans la licence.

Cependant, si l'utilisateur change de client (nouveau logiciel, nouvel ordinateur, nouveau baladeur), il devra demander une nouvelle licence selon les conditions du contrat passé avec le fournisseur (par exemple, iTunes permet ainsi sept licences liées à un changement de matériel sans restriction de durée pour l'achat d'un titre).

## Quelques exemples de possibilités
Voici quelques exemples de classes de service possibles en Gestion des droits numériques, tels que donnés par le fournisseur LoudEye au début des années 2000 ; les exemples sont ici donnés dans le cas d'un fichier audio :
- Stream : Droit d'écouter une fois (utile, par exemple, à des fins promotionnelles) ;
- Download : Utilisable sur un ordinateur personnel donné à l'exclusion de tout autre. Il se pose ici un problème pour définir au bout de combien de mises à jour matérielles données (processeur, carte mère, etc.) on considérera qu'on se trouve devant un autre ordinateur ;
- Download+ : Identique au précédent, avec droit de copie sur :
  - Assistant numérique personnel (oui/non),
  - CD (oui/non),
  - Baladeur numérique (oui/non) ;
- Fragment : 30 secondes d'écoute libre.

## Technologie
Les DRM ne sont que l'adaptation de ce qui existe déjà sur les systèmes d'exploitation (droit accès, identification, authentification, chiffrement), le travail en réseau collaboratif, ou l'activation de la licence par clé usb (Validity) ou serveur internet (Manifold, Adobe Digital Editions). Cette technologie pose le problème de la gestion des DRM par l'utilisateur lui-même lors de la mise à disposition de fichiers sur l'Internet ! Existe-t-il des solutions serveurs faciles à mettre en œuvre qui permettent de ne pas dédier la gestion des droits à un tiers de confiance ? La meilleure façon de sécuriser les données étant d'installer différents serveurs sur son ordinateur personnel pour l'accès au mail, au web, aux tables des bases de données, fichiers collaboratifs…

### Diffusion télévisée (satellite, câble, hertzien)

#### Principe
La protection est effectuée par un système d'accès conditionnel (en anglais conditional access system ou CAS). Le système est implémenté sur une carte à puce qui s'insère dans le terminal. Le chiffrement en Europe utilise l'algorithme DVB CSA (digital video broadcast common scrambling algorithm). DVB est l'association européenne qui normalise les aspects de la télévision numérique. DVB n'a standardisé que l'algorithme de chiffrement et le transport de deux types de licences ECM (Entitlement Control Message) qui transporte la clé de déchiffrement et EMM (Entitlement Management Message) qui transporte les droits de l'usager. L'utilisation de ces licences ainsi que leur protection est propriétaire. D'où l'emploi des cartes à puce.
Afin d'offrir une forme d'interopérabilité des terminaux, DVB a normalisé une interface DVB-CI (common interface) qui permet de partager un même terminal avec plusieurs opérateurs d'accès conditionnels. DVB-CI utilise la même connectique que PCMCIA. Le DVB-CI n'a pas eu le succès escompté.

#### Systèmes en France
Ainsi Canal+ utilise le système Mediaguard développé par la filiale Nagravision du groupe Kudelski tandis que TPS utilisait Viaccess développé par France Télécom. Néanmoins dans le cadre de la fusion TPS/Canal+, c'est le système Mediaguard qui est conservé.
En France, les terminaux sont loués, ce qui permet de bénéficier des améliorations propriétaires des fournisseurs d'accès conditionnels, les améliorations concernent l'image HD (HDMI, HDCP, codec), le son (S/PDIF optique, Dolby) ainsi que les moteurs d'interactivité (OpenTV pour TPS et MediaHighway pour Canal+).
Numéricable qui est un opérateur TV sur câble utilise le système d'accès conditionnel Viaccess (comme TPS) mais basé sur le protocole DVB-C (Câble).
Les chaînes numériques terrestres (TNT) utilisent le protocole DVB-T (Terrestre). Les terminaux TNT HD supportent les modules de chiffrement et la décompression MPEG4. La technologie de chiffrement utilisée aurait pour nom Syster mais Canal+ utiliserait Mediaguard. Les chaines gratuites de la TNT sont accessibles par satellite en payant une offre groupée indissociable payante comportant un décodeur comprenant un lecteur de carte propriétaire compatible Viaccess 3.0 et une carte de déchiffrement dont la licence d'utilisation (DRM) est valable durant 10 ans.
Pour information la loi 2007-309, dans ses articles 96-1 & 98-1 spécifie la gratuité de la TNT, par voie terrestre, satellitaire ou réseau et précise la simultanéité de l’accès aux décrochages régionaux pour ce qui concerne la voie satellitaire ; ce qui n'est pas appliqué par tous les fournisseurs d’accès à la TNT.

### Périphérique multimédia

#### Disques optiques numériques (DVD Video, HD DVD, Blu-ray Disc...)
On considère dans le cas des disques numériques principalement la protection commerciale par zones et la protection anti-copie.
Pour le DVD Video on compte:
- Un chiffrement du contenu avec l'algorithme CSS.
- Une protection contre la copie sur d'anciens appareils analogiques (Macrovision, CGMS-A...).
- Une limitation de la région de lecture par un code régional au niveau matériel (ou améliorée au niveau logiciel avec le RCE) permettant jusqu'à 6 zones régionales et une zone spécifique.

Les évolutions haute-définition du format DVD, le HD DVD ainsi que le Blu-ray Disc peuvent présenter:
- Un chiffrement du contenu avec l'évolution du CSS, l'algorithme AACS (obligatoire sur le format Blu-ray, amélioré pour le format BD UHD avec l'AACS 2).
- Une protection du signal en sortie avec le système HDCP. Intégré au signal numérique, interdisant si la chaine jusqu'à l'écran n'est pas "sûre". Ou pouvant également interdire, protéger ou limiter la lecture avec une sortie analogique.
- L'introduction d'un filigrane d'identification dans les pistes audio (Cinavia, obligatoire dans le format Blu-ray).
- L'utilisation du BD+ dans le cas du Blu-ray, un "auto-chiffrement" logiciel (en plus de l'AACS) directement intégré au disque sous la forme d'une machine virtuelle codée en Java (format BD-J).
- Une utilisation d'un code régional également pour le Blu-ray uniquement, exploitable au niveau logiciel (jusqu'à 3 zones régionales).

#### Périphérique audio
- Les systèmes de protection sont souvent par leurs prix, désactivables sur les appareils professionnels (RME, Tascam, « Roland »(Archive.org • Wikiwix • Archive.is • Google • Que faire ?)). Ceci se fait par défaut ou par un simple bouton. Ce système a pour nom SCMS (Serial Copy Management System)[23].

Ainsi, dans le passé, l'« Audio Home Recording Act » a tué le marché grand public du DAT en considérant que tout utilisateur enregistrant un son n'en a pas le copyright.
Les connecteurs S/PDIF sont supportés depuis la version de Windows 2000 Service Pack 2. Sous Windows Vista, le flux provenant d'un fichier protégé ne passera pas par le connecteur S/PDIF, qui, par définition, ne possède pas de système de protection tel que HDCP pour les DVD. Comme tous les pilotes sont identifiables, un pilote qui ne prend pas en charge les DRM sera désactivé. Enfin, le S/PDIF sous Windows Vista est incompatible avec HDMI, même si les caractéristiques du format sont les mêmes.
- Les cartes son Creative se déclarent incapables de lire les fichiers protégés par DRM sur les connecteurs de sortie numérique (Audigy 2 & Audigy 2 ZS).

Sous Windows XP, Creative prend en charge depuis la version 5.12.02.0444 WHQL pour Windows 98SE/Me/2000/XP les DRM et que Creative a dû créer une sur-couche, dénommée ALchemy, pour rendre son API anciennement compatible avec DirectSound 3D. Avec la nouvelle API de Windows Vista, qui a supprimé la couche d'abstraction matérielle audio de Windows, de telles modifications ont été nécessaires. Malheureusement, cette couche ne fonctionne que pour la génération de cartes compatible Windows Vista et pas les cartes Audigy 1/2/4 qui doivent utiliser l'API OpenAL.

#### Support CD audio
Les protections anti-copie pour les CD audio ne sont pas à proprement parler des DRM. Elles ne gèrent pas de droits. L'objectif est d'empêcher de faire une copie numérique à partir d'un ordinateur (anti ripping en anglais). Le problème est que le CD audio est un standard ancien (dit le red book) qui ne protégeait pas l'information. En clair, les pistes audio sont disponibles en clair à des endroits connus. De ce fait, les techniques d'anti-copie ne peuvent pas réussir. Néanmoins, les systèmes essaient de rendre la tâche plus difficile. Elles emploient un certain nombre de techniques :
- Multi session CD : le PC cherche à lire des pistes autres que celles définies par le red book. On essaiera de le faire se perdre par des structures de données erronées.
- Ajout volontaire de défauts que le PC rectifiera mal…

Sony a fait scandale à la suite de la mise en place du système anticopie de CD de la société First 4 Internet. Il installait un logiciel de type Rootkit sur l'ordinateur sans avertir l'utilisateur, posant ainsi un gros problème déontologique (puisque cela revenait à utiliser des méthodes de hacker pour lutter contre la contrefaçon). Pire, ce programme semblait induire une instabilité dans le noyau du système d’exploitation. Bien pire encore : il s’est avéré que ce rootkit contenait des failles de sécurité qui furent exploitées par des logiciels malveillants, et les correctifs publiés par Sony qui étaient censés résoudre ces vulnérabilités… en apportaient de nouvelles ! À tel point que des éditeurs de solutions de sécurité, puis Microsoft, finirent par considérer ce programme comme étant un malware comme un autre et devant donc être traité comme tel ! Finalement, Sony renonça à utiliser cette technique de protection sur ses disques.
Un logo informe l'acheteur de la présence de ce système de contrôle anti-copie Copy Control.

### Support papier
Certaines imprimantes laser[Lesquelles ?] impriment à l'insu des utilisateurs des points jaunes permettant d'identifier l'imprimante[réf. souhaitée].

### Informatique

#### Serveur streaming multimédia
Plusieurs sociétés proposent des technologies propriétaires de gestion/rendu (HP et écran) de données DRM proposées en VOD (streaming/téléchargement). L'utilisation de DRM ne nous dit pas le type de données transférées entre le serveur et le client et n'octroie pas à son utilisateur la possession du bien mais une licence d'utilisation stockée sur le logiciel client ou le fichier. Cette licence reste sous le contrôle permanent du producteur de fichiers par l'intermédiaire de l'hébergeur du serveur DRM.
- Microsoft propose Windows Media Player dont la version 9 fait usage de la gestion des droits provenant de la technologie InterTrust. Microsoft DRM est utilisée dans la majorité des produits de Microsoft, de Windows à Office en passant par .NET, Media Player. Microsoft a payé à InterTrust, à la suite d'un accord amiable, 440 millions de dollars pour avoir dans le passé exploité de façon illégale onze de ses brevets et avoir le droit dans le futur d'exploiter ses technologies anti-contrefaçon. InterTrust a été racheté par Sony et Philips en 2002 pour 453 millions de dollars et est l'une des seules technologies concurrentes à FairPlay d'Apple. La Fnac et Virgin utilisent les serveurs DRM de Microsoft. À chaque lecture du fichier DRM Windows, le lecteur compatible se connecte au serveur DRM de Microsoft pour savoir que faire (nombre de copies encore possible, rapatriement du même fichier de licence accessible au nouveau lecteur). Le format concurrent de pdf de microsoft appelé xps supportera aussi les DRM.
- Apple propose le serveur iTunes dont la gestion des droits des fichiers audio AAC est faite avec la technologie FairPlay. Un fichier connu de iTunes seul définit le nombre de périphériques où le fichier peut être copié : il est de 4 pour un ordinateur, de 7 pour un cdrom et sans limites pour un iPod.
- DivX propose d'insérer dans le fichier DivX acheté l'ensemble des numéros de séries de nos périphériques « DivX Certified » saisie sur le compte ouvert sur le serveur DivX. Le nombre de périphériques où le fichier peut être lu est limité à 6 appareils. Le fichier peut aussi être lu à partir d'appareils électroniques dotés de la Technologie DivX Connected.
- Adobe propose la gestion des DRM pour son format de fichier pdf et également pour son format de fichier flash.
- Google propose sa technologie Widevine avec trois niveaux de protection L1, L2 et L3 sur son navigateur Google Chrome et les smartphones android.

#### Accès logiciel
Depuis le début du XXIe siècle, de plus en plus de logiciels demandent un identifiant et un mot de passe. Cette autorisation d'utilisation du logiciel est gérée localement en entrant des données stockées sur un serveur accessible en ligne (chiffres/lettres) ou fournie via une clé USB comme chez Steinberg depuis la version 4 de cubase. Le premier cas se rencontre lors de l'utilisation du logiciel cartographique manifold, du logiciel de montage vidéo Edit Studio de Pinnacle ou encore du module TMPGEnc Sound Plug in AC3 de Pegasys Inc. Même le système d'exploitation Microsoft Windows Vista possède une clé d'activation restrictive : 10 activations possibles, réactivation obligatoire si changement du disque dur ou de la carte mère. L'activation de Windows Vista ne sera pas demandée si celui-ci est « sauvegardé » en conservant sur un disque dur une image (ghost) de Windows Vista activé sans aucun pilote installé.[réf. nécessaire]

#### Jeux vidéo
Les plates-formes de distribution sécurisée ne concernent pas seulement la vidéo et le son. Il existe des plates-formes de distribution de jeux telles que Steam ou Origin. Les plates-formes fonctionnent sur le même principe que les plates-formes iTunes et Microsoft, à savoir l'utilisation exclusive de cette plate-forme par des utilisateurs du système d'exploitation Microsoft Windows. Les joueurs doivent créer un compte personnel pour télécharger le jeu puis l'activer par Internet. L'utilisation du serveur est obligatoire si le joueur veut bénéficier des mises à jour et jouer sur le réseau Internet (cette restriction ne s'appliquant pas systématiquement aux jeux en réseau local). Au vu de la taille des jeux, la plate-forme Steam, à ses débuts, a subi de nombreux déboires à cause du nombre d'adhérents se connectant simultanément et de l'insuffisance du nombre de serveurs Steam, ce n'est plus arrivé depuis 2009. Les principaux éditeurs de logiciels de jeux ont suivi le pas en mettant en place leur propre serveur :
Electronic Arts a mis en ligne le client Origin et le jeu Battlefield 2 : Special Forces, et UbiSoft a mis en ligne le jeu King Kong (Peter Jackson's King Kong).
Steam prend en charge la mise à jour des logiciels selon sa propre politique.
Ultra Game, une plate-forme de distribution de jeux, donne le choix aux éditeurs et développeurs de permettre la vente des jeux achetés par les joueurs.

#### Systèmes d'exploitation
Dans la majorité des cas, deux types de protections existent pour empêcher la copie privée : une protection technique (sur le support de stockage du fichier, lors du transfert de ce fichier, lors de la visualisation et par le système d'exploitation Windows Vista) et une protection juridique permettant l'utilisation de ces techniques et qui sanctionne leur non-utilisation (Article sur la loi DADVSI sur le site du lecteur VLC et CLUF). Cette protection doit exister tout le long de la chaîne de production des données multimédia ; du montage au système de capture/stockage/diffusion. La licence contenant la clé de déchiffrement peut être liée à un ordinateur en générant une clé à partir des différents composants de l'ordinateur généraliste (numéro BIOS, adresse MAC d'une carte Ethernet, numéros de série du disque dur, de la carte mère, type de processeur, chipset particulier, présence d'un CD ou clé USB…) ou de composant spécifique comme la présence de puce TPM présent sur la carte mère des Mac/Intel pour éviter l'installation de Mac OS sur d'autre plate-forme Intel x86.
Pour les systèmes d'exploitation Microsoft (« http://www.open-files.com/forum/index.php?showtopic=30877 »(Archive.org • Wikiwix • Archive.is • Google • Que faire ?)) : la mise à jour Windows XP SP2, Windows Media Player et la suite Office sont compatibles DRM et oblige l'utilisateur à accepter le CLUF. En acceptant le CLUF, l'utilisateur autorise le serveur DRM à révoquer ou limiter votre droit à l'utilisation du fichier (Article sur uzine.net). Enfin si vous souhaitez copier par un logiciel le son et les images en temps réel sur vos périphériques, le futur protocole SAP implémenté sur le système d'exploitation empêchera le fonctionnement de ces logiciels si les périphériques ne sont pas compatibles DRM (équivalent du HDCP pour les futurs HD DVD du Home cinema). Windows Vista utilise un composant sur la carte mère (BitLocker Drive Encryption, Trusted Platform Module) ou sur le disque dur (Drive Lock) pour sécuriser l'accès aux données.
Pour les systèmes d'exploitation Linux : étant donné que les protocoles DRM sont gardés secrets, propriétaires et à l'origine de nombreux brevets (et donc de procès), aucun DRM Microsoft ou Apple n'a été implémenté dans ces systèmes. De plus, certains logiciels comme la suite OpenOffice compatible Microsoft pourraient ne plus être compatibles car non-compatibles DRM. Si tous les fichiers étaient protégés par des DRM, de nombreux logiciels du monde libre ne pourraient plus avoir accès à ces fichiers sécurisés. Selon Richard Stallman, « il ne faut pas acheter des produits qui ont des verrous numériques comme les DVD, sauf si tu as le programme pour les casser. »
Pour les systèmes d'exploitation Apple utilisant les processeurs Intel, Apple souhaite par l'utilisation des DRM créer des périphériques « Apple Intel DRM » compatibles et ne fonctionnant que sous Mac OS X.

#### Les livres numériques
Les livres numériques lus sur des ordinateurs personnels, liseuses, tablettes ou smartphones ou des applications spécifiques sont souvent fournis avec un DRM freinant leur copie, leur impression et leur partage. Ces livres – e-Book ou ebook – sont alors limités à un usage sur un nombre restreint de dispositifs de lecture et certains éditeurs interdisent même toute copie ou impression.
Il existe cinq grands formats de livres numériques : EPUB, KF8, et Topaz d'Amazon, .mobi de Mobipocket, PDF d'Adobe. La majorité des éditeurs utilise le format EPUB avec des variations, tandis qu’Amazon avec son Kindle reconnaît KF8, PDF et Topaz, et plus récemment en 2022, EPUB.
Cinq formes de DRM sont actuellement en usage, dues à : Adobe, Apple, Amazon, MTMO (Marlin Trust Management Organization) et la fondation Readium (format LCP "Lightweight Content Protection"), .

#### Matériel
Différentes protections existent au sein des ordinateurs. Ainsi, après avoir imposé Trusted Execution Technology (TXT) issu du projet LaGrande (en), Intel a œuvré pour imposer le HDCP et intègre dorénavant à ses processeurs Core i3/5/7 de deuxième génération (famille Sandy Bridge) Insider, un système de protection de contenu qui pourra être requis pour visionner des films haute définition (1080p) en streaming.

## Obstacles

### Limites techniques
(juillet 2017).
Un fichier chiffré reste parfaitement copiable. Ainsi les diverses mesures de contrôle d'accès des DVD n'empêchent pas la copie pure et simple d'un DVD.
Un autre obstacle est que toute œuvre numérique doit être convertie en analogique pour être finalement présentée à un humain. Or un système de protection numérique est inefficace à ce stade. C'est ce qu'on appelle le trou analogique. Pour boucher ce trou, l'idée est d'obliger tous les constructeurs d'appareils de diffusion audio ou vidéo à intégrer un signal indécelable par les humains. Ensuite, en obligeant tous les constructeurs d'appareil d'enregistrement à intégrer un détecteur de ce signal qui coupe ou dégrade l'enregistrement, on empêche le contournement des mesures de protection numériques en passant par un stade analogique.
Ainsi les éditeurs et les constructeurs tentent de combler ce trou analogique. Tout d'abord en intégrant les DRM (Gestion des droits numériques en français) d'un bout à l'autre de la chaîne (dans les télévisions, les amplificateurs audio, etc.). Par exemple les télévisions numériques à venir (HDTV) seront capables d'interdire la lecture d'une émission si son possesseur ne dispose pas des bons droits. Une seconde solution à l'étude consiste à rendre les contenus audio impossible à ré-enregistrer en numérique en le rendant inaudible. Ce système est à comparer à la Macrovision qui empêchait le ré-enregistrement vidéo.
Ces protections introduisent un problème majeur : elles créent une incompatibilité potentielle des fichiers protégés avec certains systèmes, certains logiciels ou certains matériels. Ainsi, les mesures de protection sur les fichiers musicaux mises en place par Microsoft interdisent la lecture de ces fichiers protégés sur iPod et vice-versa. Les systèmes d'exploitation autres que Microsoft Windows risquent également de ne pas pouvoir accéder à ces fichiers protégés.
Ces protections introduisent également un second problème majeur : elles sont limitées dans le temps. Alors qu'une édition originale de Voltaire est encore lisible aujourd'hui, il n'est pas du tout certain que les DRM seront lisibles plus de quelques années. Si Apple venait à disparaitre, les morceaux protégés par DRM Apple pourraient devenir illisibles, ce qui placerait les consommateurs en position de créancier sans espoir de recours. Ce cas est d'ores et déjà apparu avec les sites MSN Music dont la fermeture a été retardée de trois ans sous la pression des audionautes qui se seraient retrouvés dans l'incapacité d'écouter ce qu'ils avaient légalement téléchargé et Sony Connect, dans la FAQ duquel il est expliqué à la suite de l’arrêt de son activité de vente de musique comment contourner les mesures de protection techniques utilisées sur les fichiers précédemment achetés. De même, la possibilité de revendre les droits acquis n'existe en général pas, ce qui est une exception au principe de droit commun (on peut revendre ses disques et ses livres), sans parler enfin de ce qui arrivera le jour où l'œuvre tombera dans le domaine public. En pratique, le DRM correspond davantage à une location ou à un droit d'usage provisoire techniquement surveillé, qu'à une vente.
Le logiciel libre est également fortement menacé par ces mesures, puisque seuls les lecteurs Microsoft (ou autres) seront capables de lire de tels fichiers médias.

### Problèmes éthiques et juridiques
- la copie privée, la parodie, ou la courte citation qui sont des exceptions au droit d'auteur, et, dans le cas de la copie privée, pour lequel le consommateur paye à chaque fois qu'il achète un support vierge (CD, DVD, cassette…) (en France), devient beaucoup plus difficile voire impossible (voir DADVSI).
- les DRM peuvent constituer une atteinte à la vie privée, ou du moins sont un pas de plus vers une informatique encore plus restrictive et surveillée. En effet, ils permettent une analyse statistique des contenus auxquels les utilisateurs ont accès.
- les fichiers téléchargés illégalement dont les DRM ont été préalablement retirés sont utilisables sur davantage d'appareils que les versions d'origine avec DRM. De fait, les contraintes des DRM ne touchent que les utilisateurs achetant légalement leurs produits.

### Remise en cause

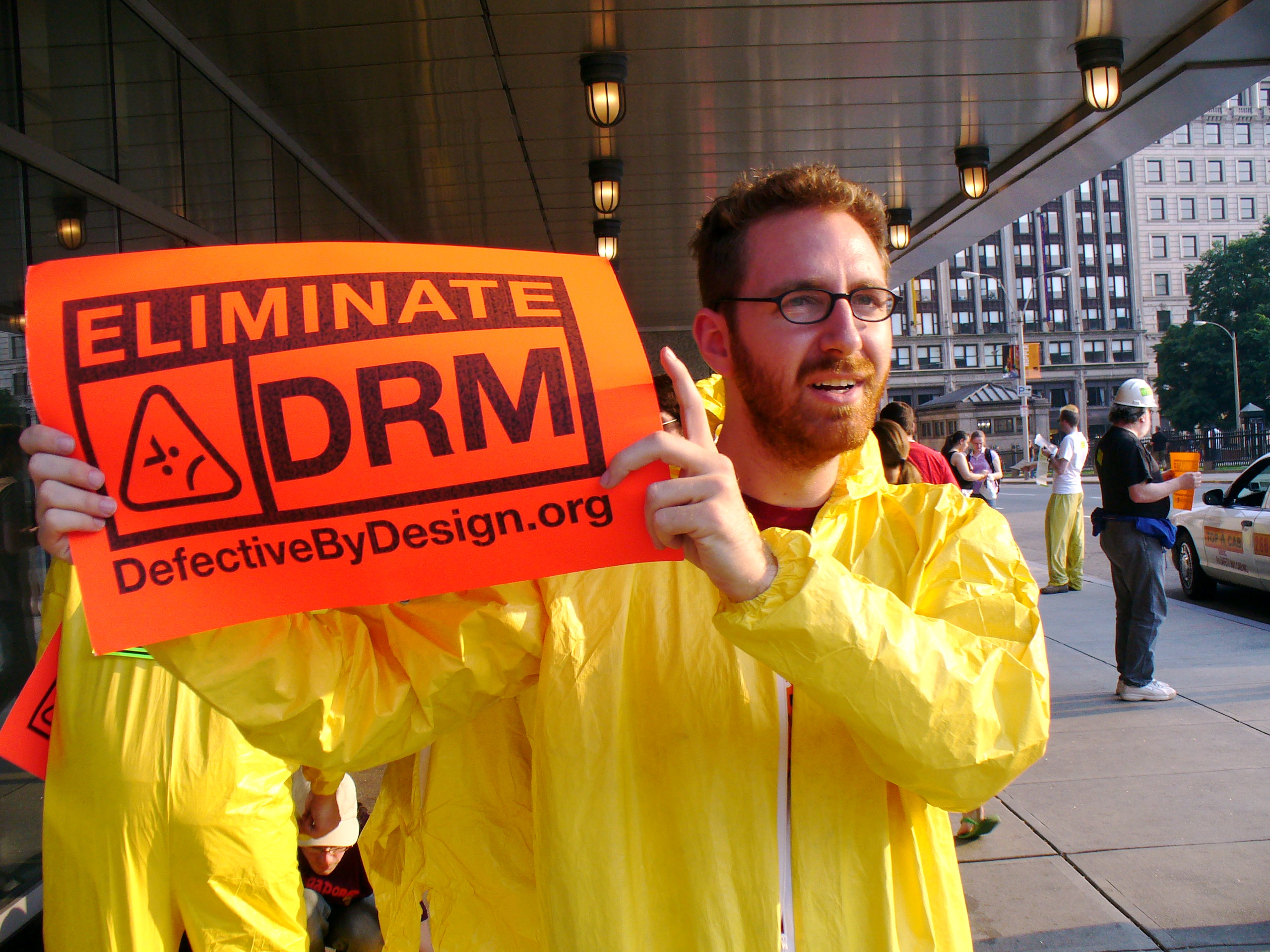
Protestation à Boston contre les DRM

Un logo proposé par le Free Software Foundation pour les œuvres sans DRM

Différentes législations questionnent la Gestion des droits numériques d’auteur, comme l’Australie ou l’Union européenne. Le débat sur le projet de loi DADVSI a par exemple prouvé que l'interopérabilité était un des problèmes majeurs causés par les DRM.
D'un point de vue commercial, si les DRM avaient constitué un « atout » stratégique des majors par rapport aux indépendants, de plus en plus d'initiatives tendent à abandonner ces mesures de protection. Ainsi, dès 2006, le service de musique sans DRM eMusic revendique la vente de 2 millions de MP3. Les industriels concèdent que ces mesures de protections sont à double tranchant et effectuent des essais de distribution sans DRM. À la fin de cette même année 2006, la major du disque EMI essaie la vente sur internet sans DRM avec un album de la chanteuse Norah Jones, Universal Music fera à son tour un essai similaire avec Émilie Simon quelques mois plus tard.
En 2007, les branches internet FnacMusic et VirginMega des magasins Fnac et Virgin Megastore proposent respectivement 150 000 et 200 000 morceaux musicaux sans DRM, mais ils n'obtiennent toujours pas la distribution des catalogues des majors du disque. En effet, ces derniers jugent dangereux l'abandon des mesures techniques de protection, surtout dans un contexte morose où les ventes de disques sont encore en baisse en 2006, baisse que les éditeurs de musique attribuent au téléchargement illégal.
En février 2007, Steve Jobs, PDG d'Apple (iTunes Store) crée la surprise en publiant une lettre ouverte pour demander aux majors de l'industrie du disque l'abandon pur et simple des DRM sur la musique. Le 2 avril 2007, l'une d'entre elles, groupe EMI annonce conjointement avec Apple, que tout son catalogue sur iTunes Store sera disponible sans mesures techniques de restriction de la copie. Leur proposition de compromis consiste à ne plus chiffrer les œuvres distribuées, mais à y intégrer de minuscules signaux inaudibles (principe dit du tatouage numérique) ou du marquage numérique pour identifier la source d'un fichier qui serait rediffusé illégalement.
Les conditions pécuniaires négociées entre les deux multinationales se chiffreraient en millions de dollars ce qui était pressenti comme un frein à la généralisation de la pratique.
C'est le 6 janvier 2009 qu'Apple étend son offre sans DRM à 3 autres majors, en contrepartie d'une modulation de tarif selon la notoriété du titre. Le catalogue sans DRM de l'iTunes Store passe alors de 2 millions à 8 millions de titres, sur un total de 10 millions. Les boutiques en ligne FnacMusic et VirginMega ont dès le lendemain annoncé qu'ils procèderaient à une phase d'expérimentation visant à diffuser les fichiers de Warner Music sans chiffrement anti-copie.
En septembre 2010, les cinémas Utopia lancent une initiative appelée Vidéo en Poche, qui consiste à vendre des films sans DRM, au format ouvert Matroska, sur les supports des clients tels que des clés USB.

## Marché actuel de la gestion des droits numériques
Le marché est tenu par quatre sociétés majeures : Apple, Microsoft, RealNetworks et Intertrust.
Ce dernier éditeur a été racheté mi-novembre 2005 par Sony et Philips.
Il existe aussi ContentGuard - particulièrement actif du côté du XrML, Sun Microsystems - qui est le porte-étendard de la Liberty Alliance, IBM, Previex, Macrovision…
Le marché n'est pas encore rentable pour tous les acteurs, et de nombreux éditeurs connaissent des difficultés épisodiques.
En 2005 toutefois, IDC a prévu 3,6 milliards de dollars de chiffre d'affaires pour la GDN.
Par ailleurs, début 2006, Sony-BMG a reconnu que sa protection des droits à base de rootkit rendait les systèmes plus vulnérables.
Adobe Systems fait aussi partie des poids lourds avec son outil Livecycle Manager.

## XrML
Face au tout DRM, la solution serait l'absence de tout gestionnaire de droit ou un système de gestion des droits interopérable[réf. nécessaire].
La norme ATA propose la gestion de la copie, du transfert, et de la suppression directement au niveau du disque dur sous le terme de périphériques SDMI/CPRM[réf. à confirmer].
Dérivé du XML, le XrML devrait permettre la communication de tous les standards de la GDN. ContentGuard, créateur du XrML, et d'autres sociétés comme Microsoft, Hewlett-Packard, Verisign et Universal sont en train de mettre au point ses spécificités. Étant donné que ContentGuard est détenu en partie par Microsoft (l'autre partie appartenant à Xerox) cela risque, de ce fait, de ne pas être suffisamment intéressant pour la concurrence[réf. nécessaire].